# ネオナイシン
ネオナイシンは、虫歯・歯周病原因菌や誤嚥性肺炎の原因菌への抗菌効果のある植物性乳酸菌由来ペプチドと植物エキスによる口腔用天然抗菌剤である。
九州大学大学院農学研究院と鹿児島大学大学院医歯学総合研究科、国立長寿医療研究センター口腔疾患研究部とバイオベンチャーとの共同研究により日本で開発され、2012年12月19日九州大学記者クラブにて発表された。

## 概要
福岡県産のおからに住む植物性乳酸菌が作る抗菌ペプチド（たんぱく質）、バクテリオシンであるナイシンAを抽出した「高純度ナイシンA」と「梅エキス」を組み合わせたもので、虫歯、歯周病、誤嚥性肺炎の原因となる原因菌を殺菌する力を持つとされる。
成分であるナイシンAは世界50か国以上で安全性が認められている天然由来の食品添加物、また梅は日本人が古来より口にしてきた共に食品であるが、口腔内の細菌に対し一般殺菌剤と同等の殺菌力を持つとされる。
2017年7月29日横浜市開港記念会館にて記者会見を行い、カンジダ菌への殺菌効果を拡大したネオナイシン-e(evolution)が発表された。

## ネオナイシンの特徴
1. 虫歯菌および歯周病菌に対する優れた抗菌性（孔を形成し瞬時に殺菌）
2. おからに住む乳酸菌と梅から作り出される天然由来成分（古来よりヒトが食してきた食品）
3. 植物から作られ、また優れた体内分解・生分解性を有し、分解後は安全なアミノ酸（人・環境に優しくサステナブル）
4. ナイシンAの高精製化と梅エキスの独自の配合により、味への影響が少ない（口腔用途に適する）

## 特許情報
特許第5750552号

## 参考資料
- 2012年12月20日 日本経済新聞記事
- 2012年12月20日 読売新聞記事
- 2012年12月20日 朝日新聞記事
- 2012年12月20日 毎日新聞記事
- 2013年 1月16日 テレビ東京ニュース「ワールドビジネスサテライト」